# Королівство Іспанія (1874—1931)
Королівство Іспанія, що існувало в 1874—1931 роках на території сучасної Іспанії, часто називають «іспанською реставрацією» або «Бурбонською реставрацією» (ісп. Restauración borbónica). Це період від часу відновлення монархії в Іспанії до її чергового занепаду.
За цей час змінилося три правителі: Альфонс XII (1875—1885), Марія Крістіна Австрійська (регентка Альфонса XIII, 1885—1902), Альфонс XIII (1902—1923).